# جاده تبادلی

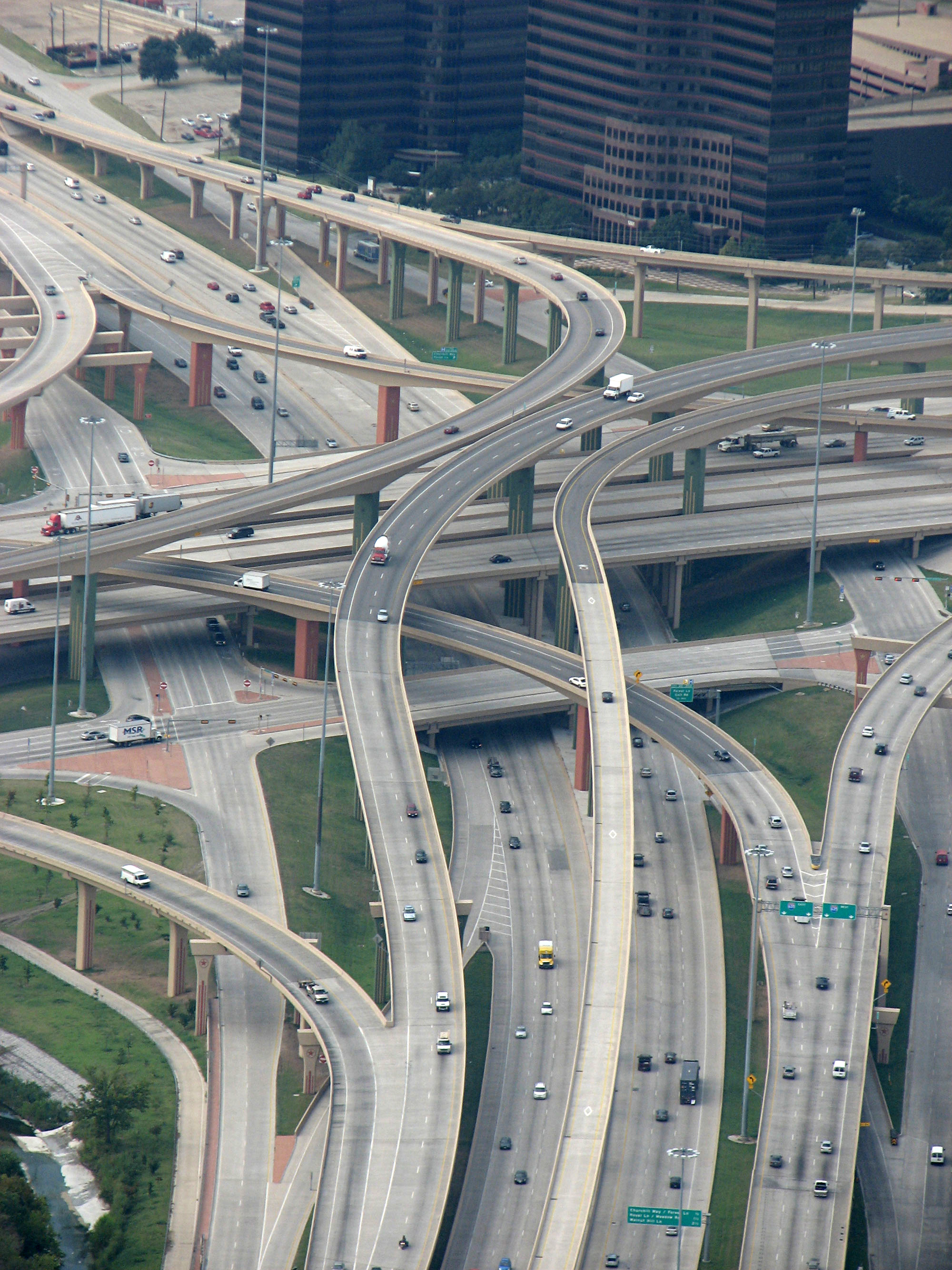
High Five در دالاس ایالات متحده: یک مثال از مسیر تبادلی

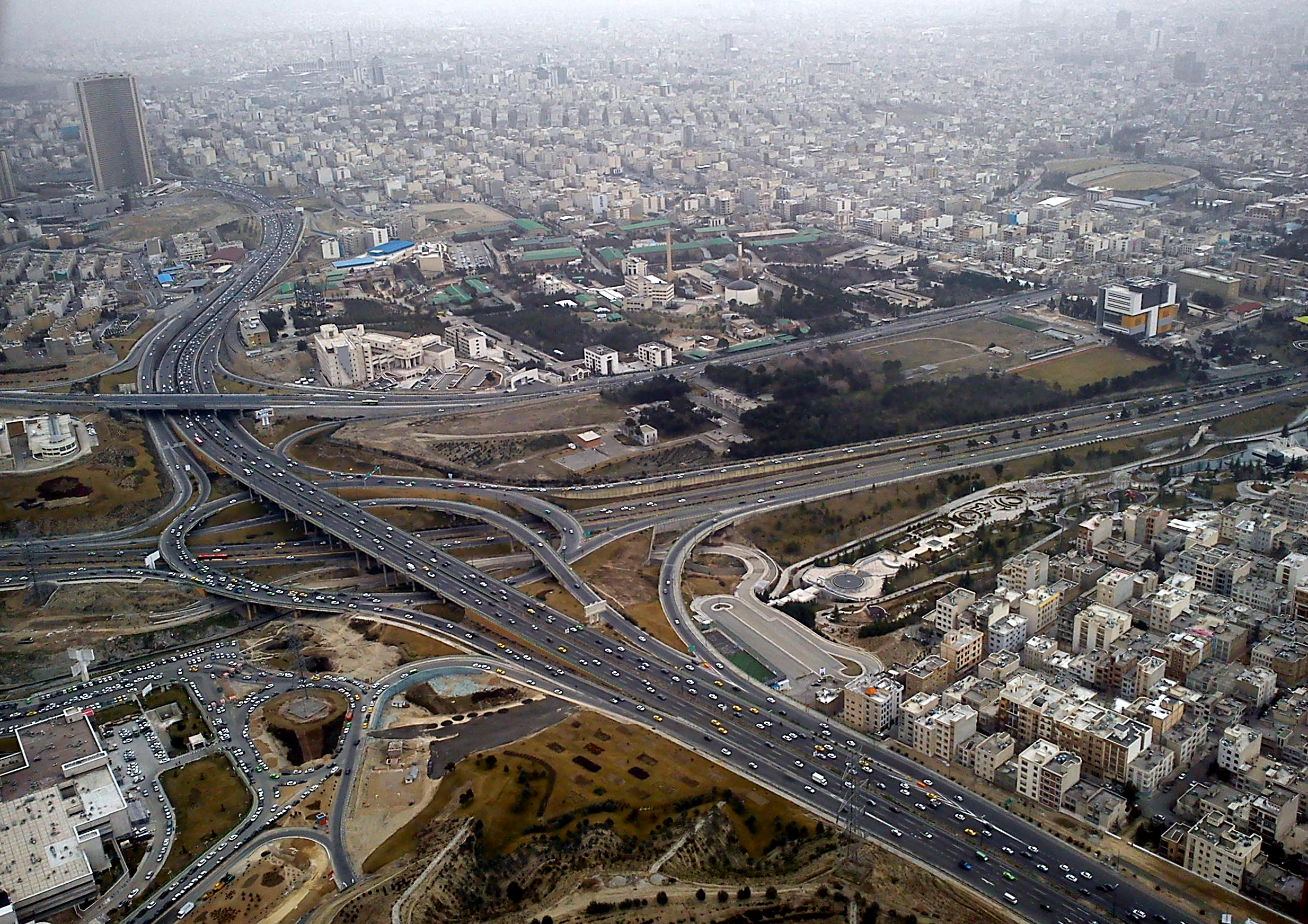
تقاطع‌‌های چند بزرگراه در تهران

در زمینه حمل و نقل، جاده تبادلی نوعی تقاطع است که از مدل تقاطع غیرهمسطح و رمپ برای عبور و مرور خودروها در خطوط مختلف استفاده می‌کند. جاده‌های تبادلی یا انتقالی بخشی از یک بزرگراه محسوب می‌شوند.

## تبادل کامل و ناقص
جاده تبادلی کامل به حالتی گفته می‌شود که از هر مسیری، امکان تبادل و رفتن به مسیر دیگر وجود داشته باشد. در تقاطع غیر همسطح دوجاده دست کم چهار رمپ برای این منظور باید وجود داشته باشد.

## سیستم تبادل

### جاده تبادلی با تقاطع شبدری

تقاطع شبدری

یک تقاطع شبدری معمولاً تقاطعی غیر همسطح با دو طبقه و چهار مسیر تبادلی است. رفتن به مسیر مخالف با طی کردن بخشی گرد شبیه قسمتی از برگ شبدر امکانپذیر می‌شود.

### جاده تبادلی پشته ای

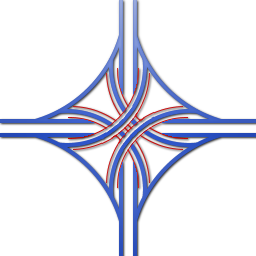
پشته چهارطبقه

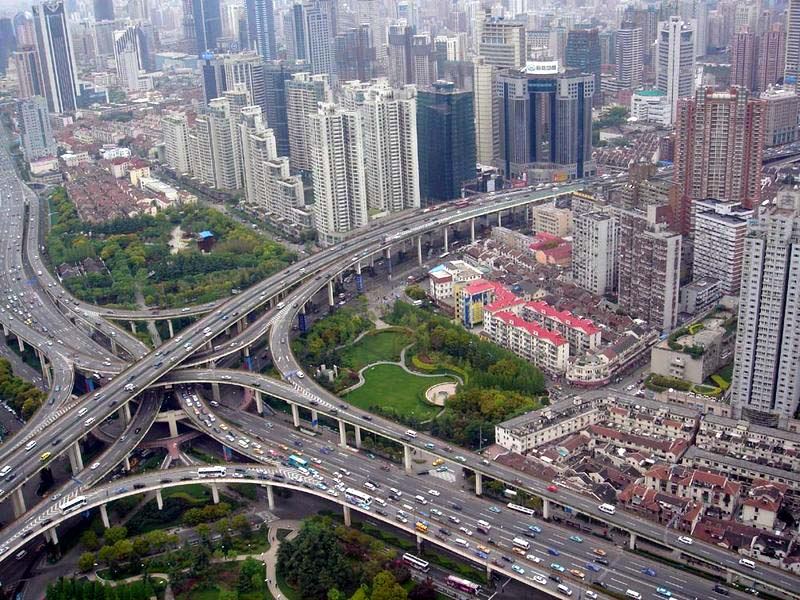
جاده تبادلی پشته ای در شانگهای.

تبادل پشته ای شبیه شبدری است اما تعداد طبقات و جهت انحراف برای رفتن به مسیر مخالف یا جاده متقاطع با حالت شبدری تفاوت دارد.

### تقاطع شبدری پشته ای

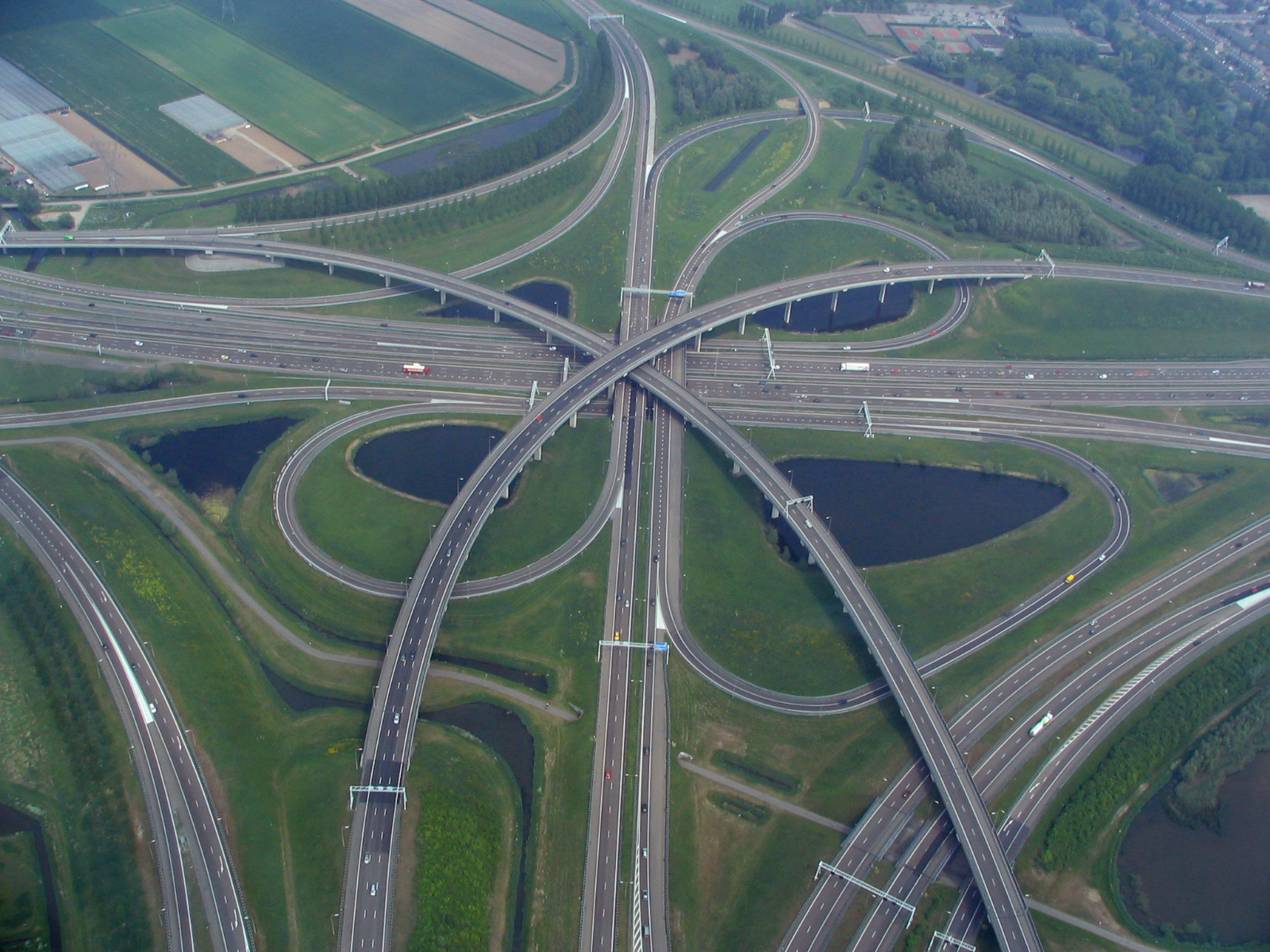
یک تقاطع ترکیبی در نزدیکی روتردام، هلند.

این نوع راه تبادلی از ترکیبی از تقاطع شبدری و پشتته ای استفاده می‌کند.

### تبادل توربینی

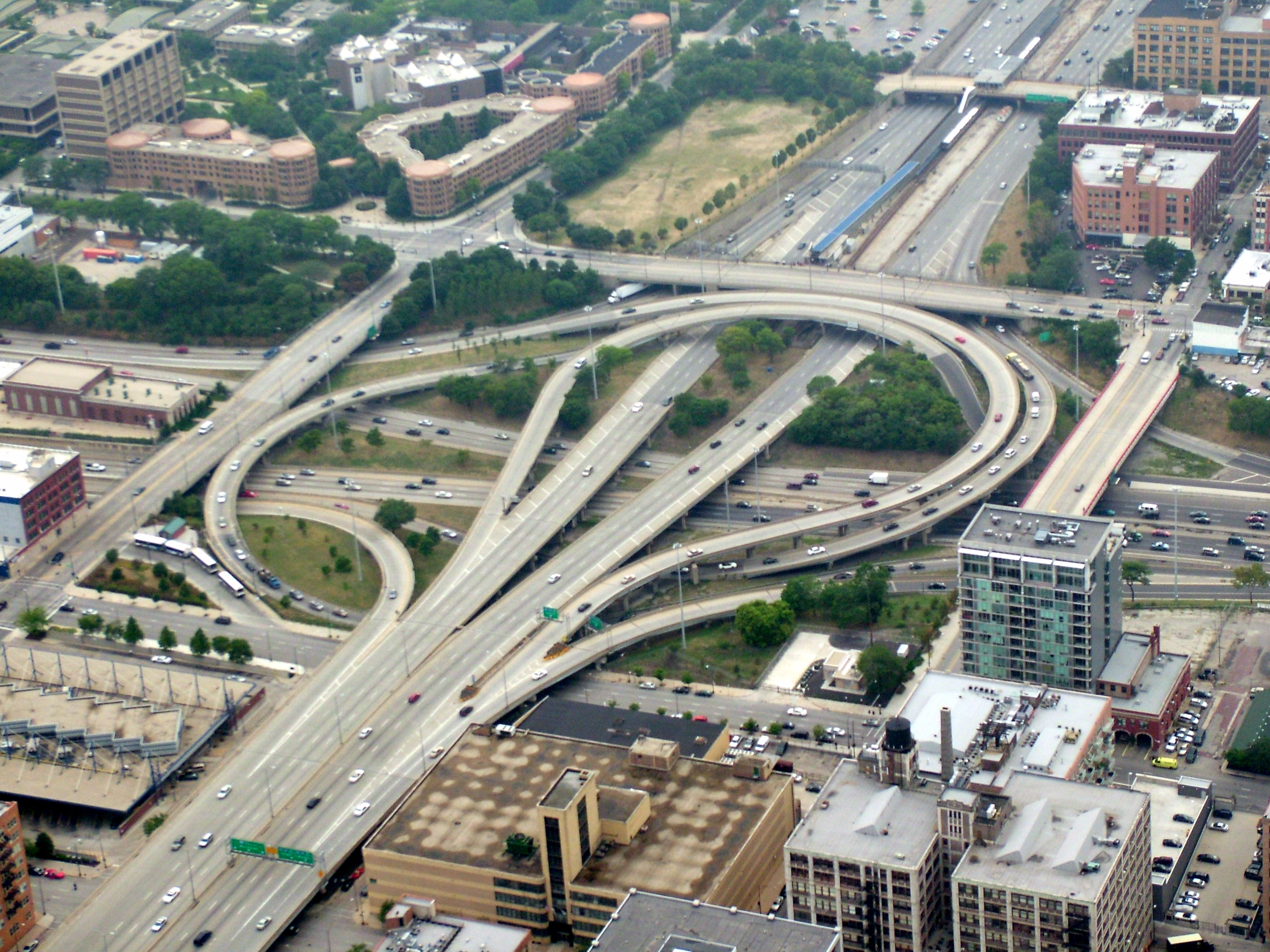
جاده تبادلی توربینی در شیکاگو.

جاده تبادلی توربینی یا تقاطع گردآبی از مسیرهای برگشت و دورزدن به موازات هم و با اختلاف طبقات کمتر استفاده می‌کند.

### تبادل فلکه ای

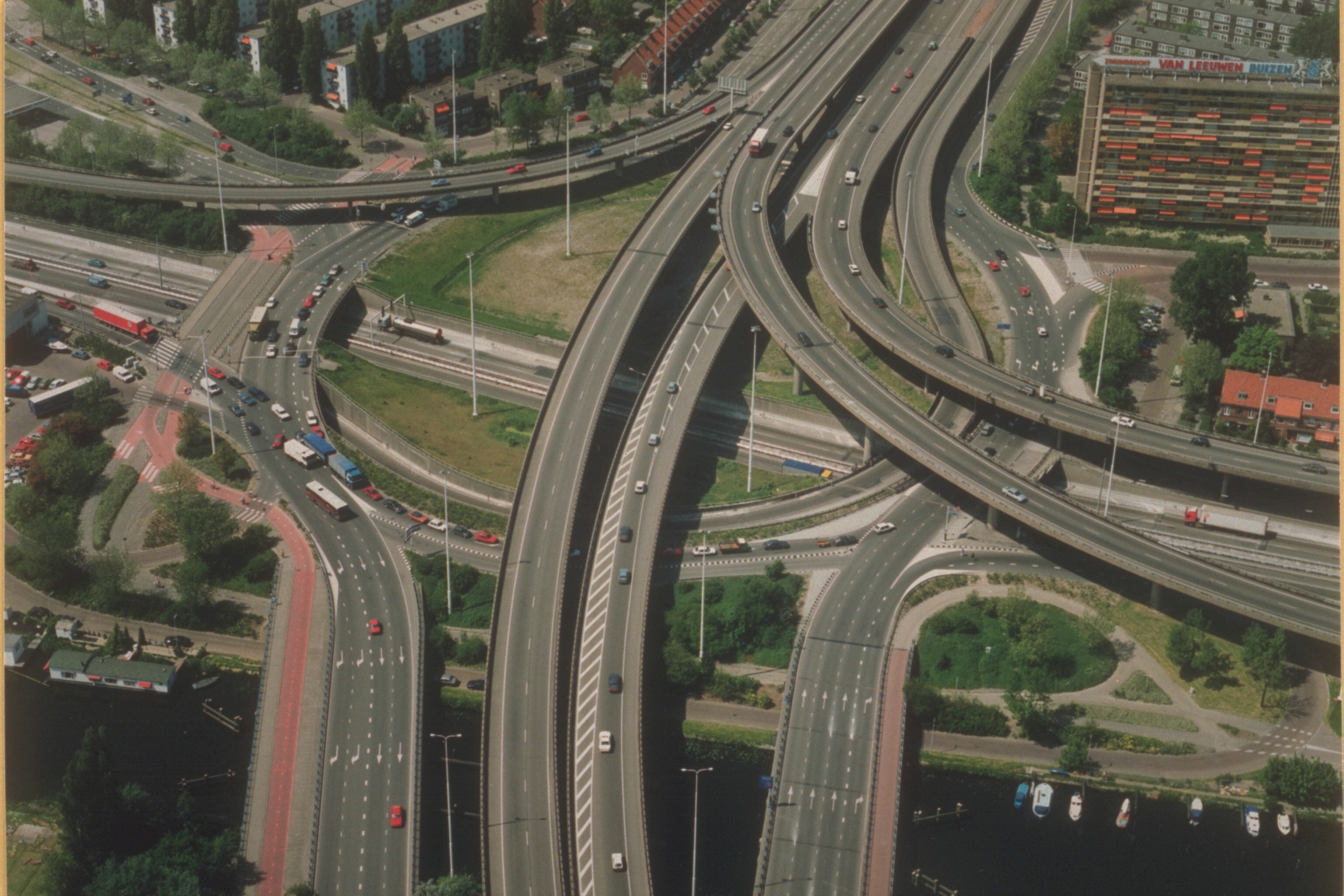
محل تبادل فلکه ای

این تقاطع شبیه یک فلکه است اما مسیرها در بیش از یک طبقه قراردارند و می‌توان آن را فلکه غیرهمسطح نامید.

### جاده‌های تبادلی ترکیبی

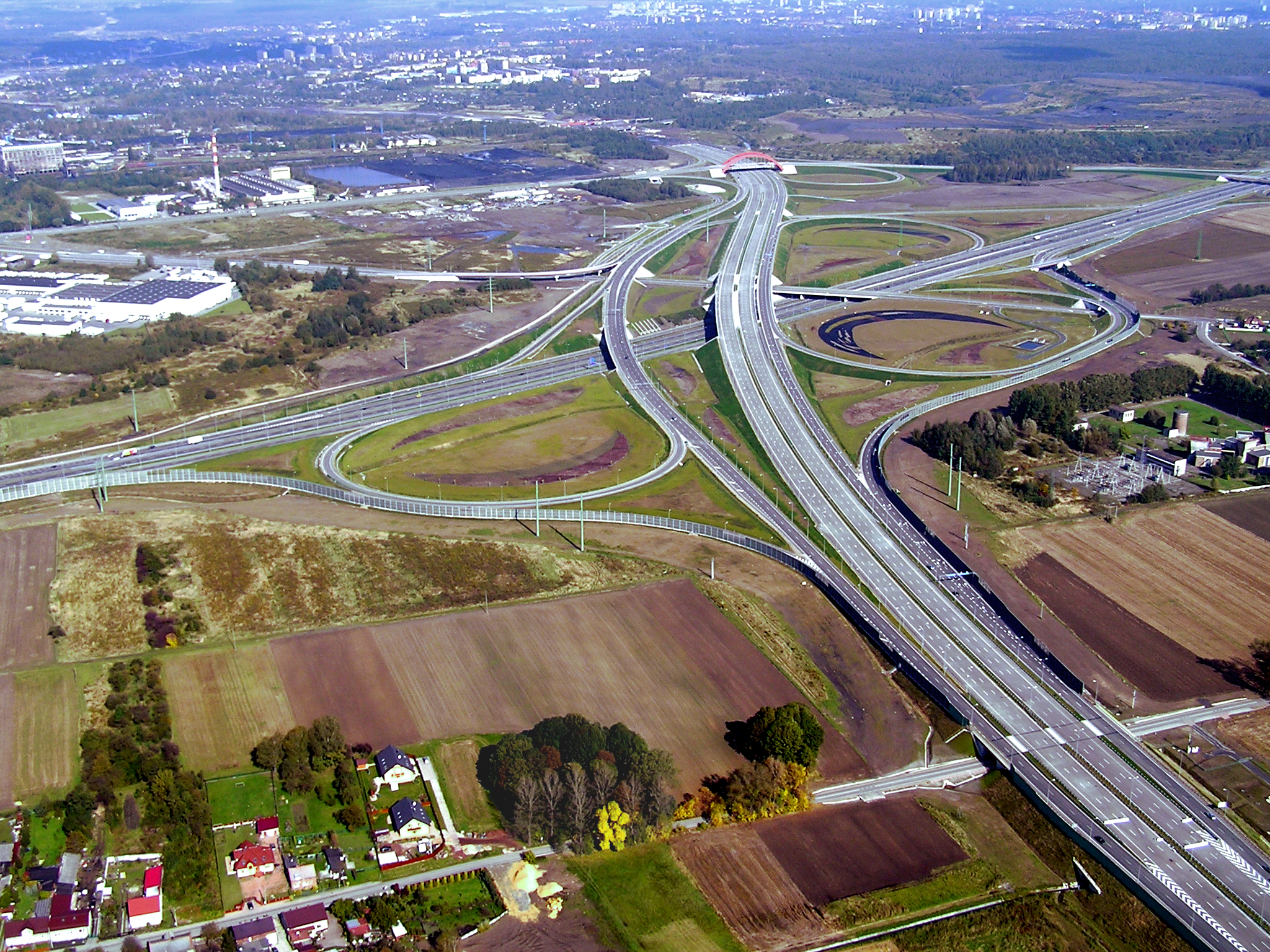
یک تقاطع ترکیبی در لهستان.

یک جاده یا مسیر تبادلی ترکیبی از مجموعه ای از طرح‌های تبادلی به صورت همزمان استفاده می‌کند.

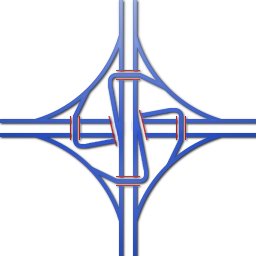
تبادل آسیاب‌بادی
- پرونده:Samples: (until 1977)
- پرونده:۵۱°۵۱′۵۶″N 4°۳۰′۵۴″E / 51.865678°N 4.515036°E / 51.865678; 4.515036
- پرونده:۴۵°۲۴′۲۹″N 10°۵۴′۴۶″E / 45.408032°N 10.912722°E / 45.408032; 10.912722
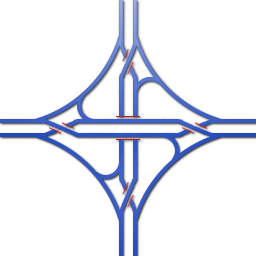
Diverging windmill
- پرونده:Similar:
- پرونده:۳۳°۳۱′۱۷″N 86°۴۹′۳۶″W / 33.521505°N 86.826564°W / 33.521505; -86.826564
- پرونده:۲۴°۳۷′۵۱″N 46°۴۸′۱۲″E / 24.630868°N 46.803215°E / 24.630868; 46.803215
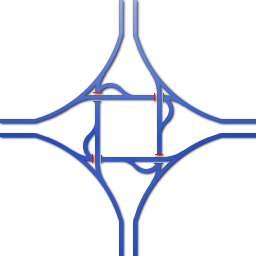
Divided volleyball
- پرونده:Similar:
- پرونده:۳۹°۰۲′۲۵″N 94°۴۰′۲۲″W / 39.040319°N 94.672888°W / 39.040319; -94.672888
- پرونده:۱۹°۰۵′۱۴″N 98°۱۲′۲۱″W / 19.087282°N 98.205712°W / 19.087282; -98.205712
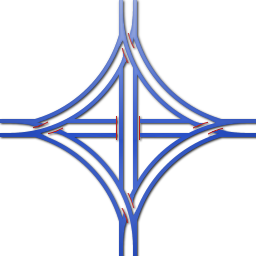
Full diamond
- پرونده:Samples:
- پرونده:۴۲°۲۱′۳۳″N 83°۰۴′۳۵″W / 42.359067°N 83.076425°W / 42.359067; -83.076425
- پرونده:۳۵°۲۷′۳۸″N 97°۳۴′۳۲″W / 35.46046°N 97.575638°W / 35.46046; -97.575638
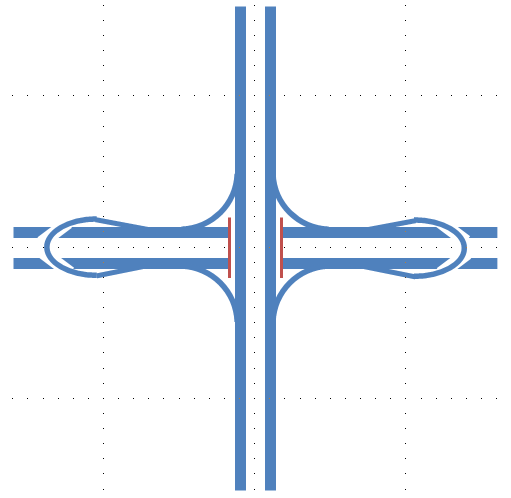
تبادل‌ با دور برگردان
- پرونده:Samples:
- پرونده:۳۷°۳۳′۳۶″N 127°۰۴′۱۹″E / 37.559940°N 127.072071°E / 37.559940; 127.072071
- پرونده:۴۲°۰۸′۱۰″N 72°۳۷′۳۳″W / 42.136216°N 72.625723°W / 42.136216; -72.625723
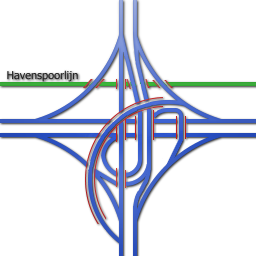
Current design of Knooppunt Vaanplein, Netherlands, location:
- پرونده:۵۱°۵۱′۵۶″N 4°۳۰′۵۴″E / 51.865678°N 4.515036°E / 51.865678; 4.515036